# Clorato

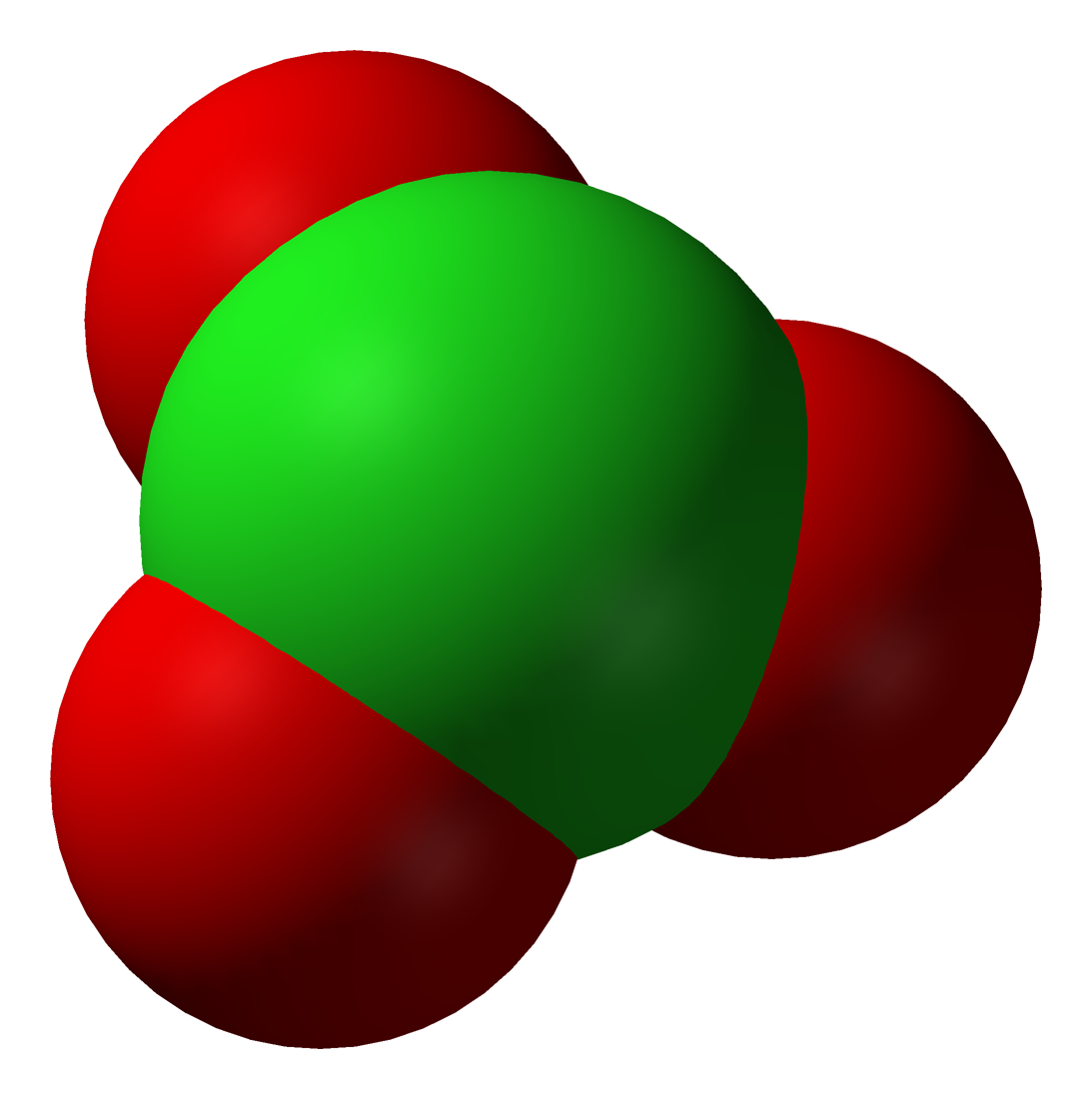
Íon clorato em 3D

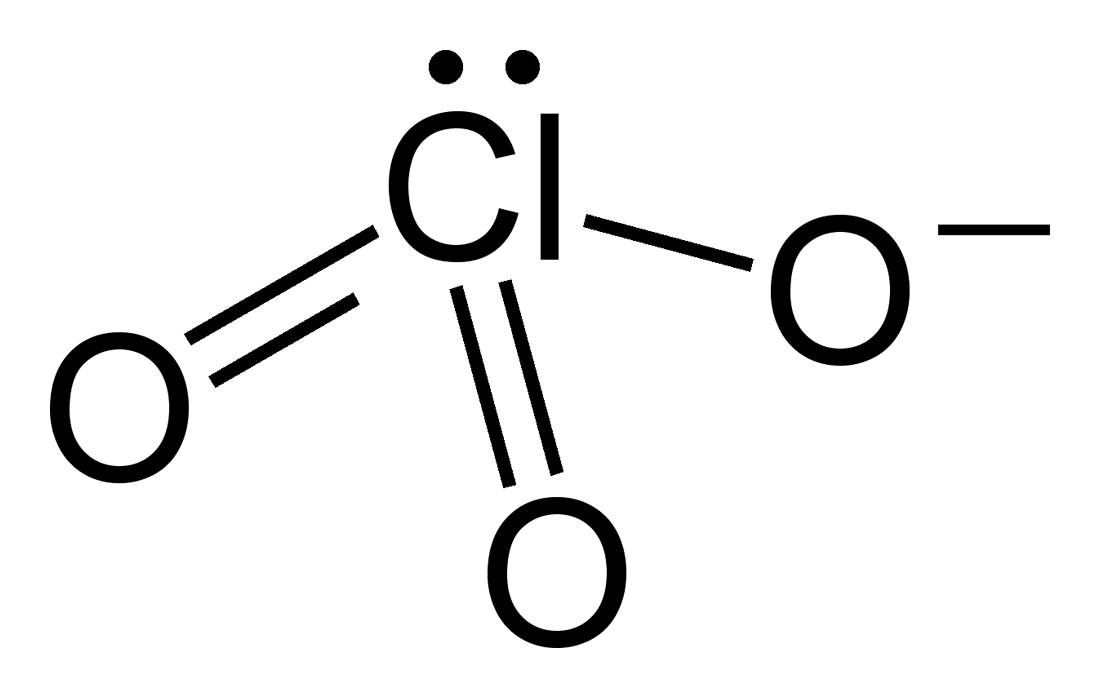
Estrutura e ligações do íon clorato

Um clorato é um sal que contém o ânion ClO3-, derivado do ácido clórico HClO3. Contém o cloro no estado de oxidação +5. Trata-se de oxidante forte já que pode ser oxidado a perclorato ClO4-.
Devido ao seu elevado caráter oxidante e sua alta instabilidade associada não é encontrado na natureza.
Exemplos de sais de cloratos:
- Clorato de potássio, KClO3
- Clorato de sódio, NaClO3
- Clorato de magnésio, Mg(ClO3)2

## Aplicações
Os cloratos são encontrados constituindo algumas formulas de materiais pirotécnicos porém, devido a sua instabilidade, foram substituidos pelos percloratos mais seguros. Também são empregados na elaboração de alguns explosivos. Suas misturas com materiais inflamáveis são extremamente perigosas já que podem detonar sem razão aparente.
A reação violenta com o fósforo é utilizada em palitos de fósforo.  A cabeça do palito de fósforo apresenta pequena quantidade de clorato de potássio além de substâncias oxidáveis  e amido ou material semelhante para obter a chama. A área de fricção contém fósforo vermelho que ao ser atritada produz calor transformando-se parcialmente em fósforo branco. Este finalmente reage com o clorato e a energia liberada acende o palito.
Outra aplicação dos cloratos é seu uso como herbicida.

## Preparação
Cloratos de metais podem ser preparados pela adição de cloro a um hidróxido de metal   em altas temperaturas.
Exemplo: Obtenção do KClO3 a partir do KOH:
3Cl2 + 6KOH → 5KCl + KClO3 + 3H2O
Em escala industrial, o clorato de sódio é produzido a partir do cloreto de sódio.